# درج (ليبيا)

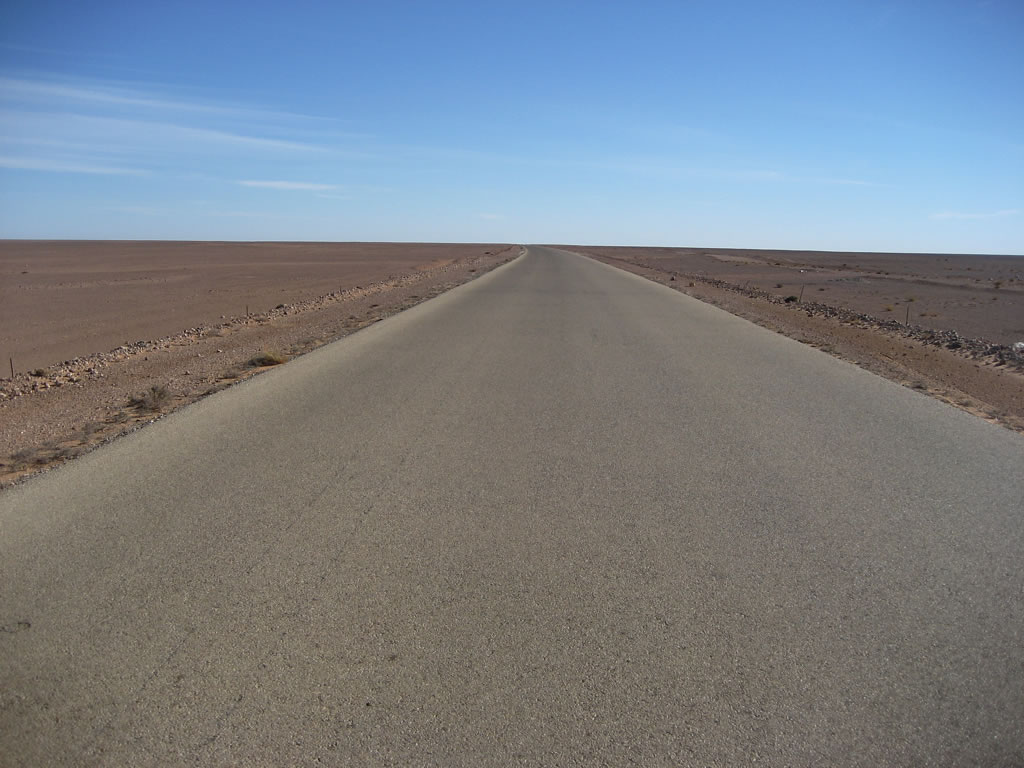
طريق غدامس - سبها يمر شرقي درج.

دَرَج هي بلدة ليبية صغيرة، يبلغ عدد سكانها نحو 18000 نسمة. تقع في غربي ليبيا ضمن التقسيم الإداري لشعبية نالوت و(سابقا لشعبية غدامس). وتبعد عن طرابلس بمسافة 550 كيلومتر نحو الجنوب الغربي وإلى الشرق من مدينة غدامس على مشارف الحمادة الحمراء.
من الأودية التي تتخللها وادي تناروت، حركات، ميمون، واوال وصبصيب، وتحيط بها 3 قرى صغيرة أو 3 مؤتمرات وهي تفلفلت، تقطة وماترس.
تعرف البلدة بالزراعة والرعي، لكن ما يميزها الفنون الشعبية والصناعات التقليدية المحلية والقائمة على منتجات الجلود، النخيل والصوف كما يوجد بها عدد من الزوايا القرآنية.

## تاريخ نضالي
عرفت درج بتاريخها النضالي ضد الاحتلال الإيطالي لليبيا، ومن بين المعارك التي شارك فيها المجاهدون معركتي القطار والباب، إضافة لمشاركتهم في معركتي السواني وكاباو ومساندتهم لحركة التحرير الجزائرية.[بحاجة لمصدر]

## المعالم السياحية والأثرية
عوضا عن مهرجانها السياحي السنوي، فان مدينة درج تتمتع بمعالم سياحية وأثرية تشمل نقوش ورسومات وكتابات تعود إلى فترة ما قبل الميلاد، إضافة إلى القلاع القديمة والقصور. كما تحيط بالمدينة مجموعة من الأبراج القديمة الخاصة بالمراقبة والتي تعرف محليا باسم «قصبة دياب» والتي شيدت من قبل الهلاليين بعد وصولهم للمنطقة.
وتتمتع المنطقة بتوافر العيون العذبة الجارية والتي تمتد مسالكها لتحت الأرض لتتجمع في الجوابي التي تحيط بأشجار النخيل، إضافة لتواجد أنواع متعددة في المناطق المحيطة بدرج من حياة برية طبيعية كالغزلان والصقور وأنواع من النباتات والحيوانات المهددة بالانقراض.
ويمكن الدخول إلى موقع مهرجان درج السياحي العالمي للفنون والتراث فالموقع غني بالمقالات والدراسات والأخبار والبحوث حول مدينة درج ومعالمها السياحية والأثرية.
والعنوان هو www.seederg.com توجد بدرج شوارع وأزقة ترتبط معظمها بساحات عامة من أهمها ساحة تيقة والتي تقام بها المناسبات الاجتماعية والمناسبات العامة والاحتفالات، وساحة المكاسي أو «سوق الخدام». ويحيط بالمدينة سور له 3 أبواب وهي: من الغرب «باب سيدى بدر»، من الجنوب «باب سيدي إبراهيم» ومن الجنوب «باب المكاسي».